# Wootton, Kent
Wootton är en ort i civil parish Denton with Wootton, i distriktet Dover, i Storbritannien. Den ligger i grevskapet Kent och riksdelen England, i den sydöstra delen av landet, 100 km öster om huvudstaden London. Wootton ligger 132 meter över havet och antalet invånare är 4 467. Wootton var en civil parish fram till 1963 när blev den en del av Denton with Wootton. Civil parish hade 164 invånare år 1961.
Terrängen runt Wootton är platt. Runt Wootton är det tätbefolkat, med 331 invånare per kvadratkilometer. Närmaste större samhälle är Dover, 9,5 km sydost om Wootton. Trakten runt Wootton består till största delen av jordbruksmark.